# 大昌
大昌（だいしょう、대창）は、新羅の独自の元号。第24代の真興王の29年（568年）6月より前から32年（571年）末まで用いられた。
真興王33年（572年）正月より鴻済と改元された。

## 西暦との対照表
| 大昌 | 元年  | 2年   | 3年   | 4年   |
| 西暦 | 568年 | 569年 | 570年 | 571年 |
| 干支 | 戊子  | 己丑  | 庚寅  | 辛卯  |